# ایموجن استابس
ایموجن استابس انگلیسی: Imogen Stubbs) (زاده ۲۰ فوریهٔ ۱۹۶۱) بازیگر انگلیسی است.
از فیلم‌های معروف او می‌توان به بازی در فیلم شب دوازدهم، جک و سارا و رنگ‌های واقعی اشاره کرد.